# Lijst van voetbalinterlands Australië - Zuid-Afrika (vrouwen)
Deze lijst van voetbalinterlands is een overzicht van alle officiële voetbalinterlands tussen de nationale vrouwenteams van Australië en Zuid-Afrika. De landen hebben tot nu toe één keer tegen elkaar gespeeld.

## Wedstrijden
| № | Plaats | Datum          | Competitie        | Wedstrijd               | Uitslag |
| - | ------ | -------------- | ----------------- | ----------------------- | ------- |
| 1 | Londen | 8 oktober 2022 | Vriendschappelijk | Australië − Zuid-Afrika | 4 − 1   |

## Samenvatting
| Competitie        | Totaal gespeeld | Winst Australië | Gelijk | Winst Zuid-Afrika | Doelsaldo Australië – Zuid-Afrika |
| ----------------- | --------------- | --------------- | ------ | ----------------- | --------------------------------- |
| Vriendschappelijk | 1               | 1               | 0      | 0                 | 4 − 1                             |
| Totaal            | 1               | 1               | 0      | 0                 | 4 − 1                             |